# Municipio de Jones (Minnesota)
El municipio de Jones (en inglés: Jones Township) es un municipio ubicado en el condado de Beltrami en el estado estadounidense de Minnesota. En el año 2010 tenía una población de 277 habitantes y una densidad poblacional de 2,98 personas por km².

## Geografía
El municipio de Jones se encuentra ubicado en las coordenadas 47°28′7″N 95°4′57″O / 47.46861, -95.08250. Según la Oficina del Censo de los Estados Unidos, el municipio tiene una superficie total de 92.98 km², de la cual 91,25 km² corresponden a tierra firme y (1,86 %) 1,72 km² es agua.

## Demografía
Según el censo de 2010, había 277 personas residiendo en el municipio de Jones. La densidad de población era de 2,98 hab./km². De los 277 habitantes, el municipio de Jones estaba compuesto por el 96,39 % blancos, el 1,81 % eran amerindios, el 0,72 % eran asiáticos y el 1,08 % eran de una mezcla de razas. Del total de la población el 0 % eran hispanos o latinos de cualquier raza.